# Матковий ковпачок

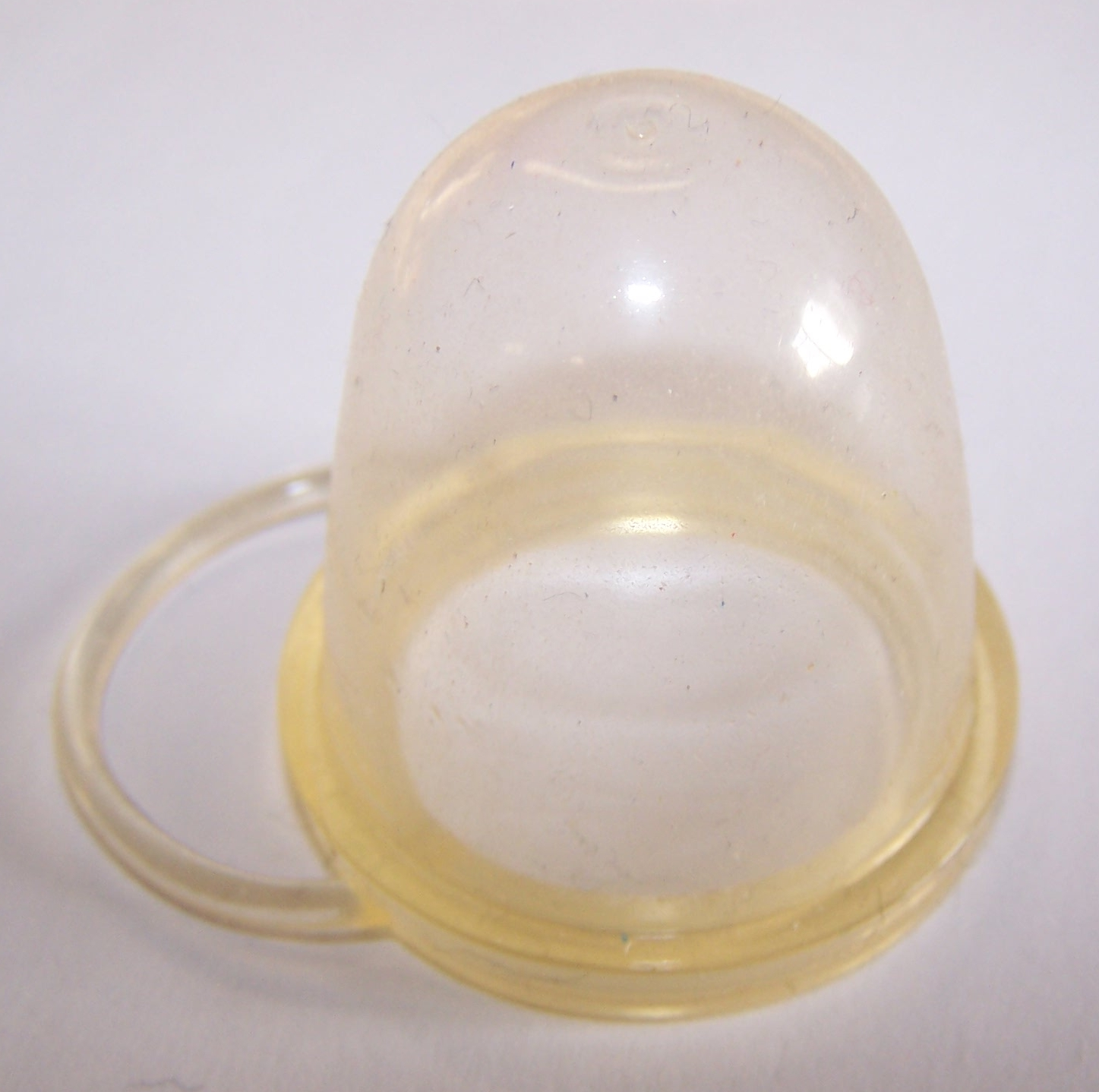
Матковий ковпачок

Матковий ковпачок — один з бар'єрних методів жіночої контрацепції. Ковпачок являє собою (найчастіше) латексний виріб у формі шапочки, вдвічі менше діафрагми, який встановлюється на шийку матки. Використання ковпачків вважається більш надійним методом, ніж діафрагма, оскільки ковпачок щільно прилягає до шийки і утримується на ній завдяки присмоктуванню.Даний метод контрацепції широко застосовувався в Європі в XX столітті, проте в США його визнали лише в 1988 році.
Розміри ковпачка можуть бути різними і підбираються під анатомічні особливості жінки. Використовувати ковпачок рекомендується не більше 48 годин. Наявність спермицидного мастила необов'язкова. Матковий ковпачок вважається більш надійним механічним засобом запобігання непланової вагітності, ніж схожа з нею діафрагма, проте він також має побічні ефекти (алергічні реакції на латекс, розмноження бактерій, неприємний запах через скупчення слизу) і складнощі в експлуатації.